# أنتوني كارتر (لاعب كرة قدم)
أنتوني كارتر (بالإنجليزية: Anthony Carter)‏ (31 أغسطس 1994 بملبورن في أستراليا - ) هو لاعب كرة قدم أسترالي في مركز الهجوم. لعب مع سي إف آر كلوج وCS Sănătatea Servicii Publice Cluj ‏.

## وصلات خارجية
- أنتوني كارتر على موقع قاعدة بيانات كرة القدم.إي يو (الإنجليزية)
- أنتوني كارتر على موقع Soccerway.com (الإنجليزية)
- أنتوني كارتر على موقع عالم كرة القدم.نت (الإنجليزية)